# Friedrich Uebelhoer

Friedrich Uebelhoer

Friedrich Uebelhoer (* 25. September 1893 in Rothenburg ob der Tauber; † um 1945) war ein deutscher Politiker (NSDAP).

## Leben und Wirken
Uebelhoer besuchte bis 1904 die Volksschule und das Progymnasium in Rothenburg ob der Tauber und das Alte Gymnasium in Würzburg. 1914 trat er in das Badische Fußartillerie-Regiment Nr. 14 ein. Am Ersten Weltkrieg nahm er vier Jahre lang an der Westfront und beim Stabe des Armeeoberkommandos 1 teil. Nach dem Krieg, in dem Uebelhoer mit dem Eisernen Kreuz beider Klassen und dem Orden vom Zähringer Löwen ausgezeichnet wurde, gehörte er dem Freikorps Lettow-Vorbeck an. Anschließend studierte er fünf Semester lang Rechts- und Staatswissenschaften in Freiburg und Würzburg. Er erwarb den akademischen Grad eines Diplom-Kaufmanns. Danach arbeitete er zehn Jahre lang in der Industrie.
1922 trat Uebelhoer in die Nationalsozialistische Deutsche Arbeiterpartei (NSDAP) ein und nach Aufhebung des Parteiverbotes erneut 1925 mit der Mitgliedsnummer 11.707. 1931 wurde er NSDAP-Kreisleiter von Naumburg an der Saale.
Bei der Reichstagswahl im März 1933 wurde er als Kandidat der NSDAP für den Wahlkreis 11 (Merseburg) in den Reichstag gewählt, dem er fortan ohne Unterbrechung bis zum Ende der NS-Herrschaft im Mai 1945 angehörte. Das wichtigste parlamentarische Ereignis, an dem Uebelhoer während seiner Abgeordnetenzeit teilnahm, war die Verabschiedung des Ermächtigungsgesetzes im März 1933, das unter anderem auch mit seiner Stimme beschlossen wurde.
Von 1933 bis 1939 fungierte Uebelhoer als Kreisleiter der NSDAP und Oberbürgermeister sowie Landrat von Naumburg. Daneben war er Gauamtsleiter der NSV im Gau Halle-Merseburg. Als Oberbürgermeister folgte er dem 1932 verstorbenen Arthur Dietrich.
In der Schutzstaffel erreichte Uebelhoer den Rang eines SS-Brigadeführers (SS-Nummer 209.059). Nach dem Überfall auf Polen vom Herbst 1939 wurde Uebelhoer 1940 zum Gauinspektor im Gau Wartheland und mit Wirkung vom 1. Januar 1940 zum Regierungspräsidenten von Kalisz-Lodz ernannt. Am 10. Dezember 1939 erteilte er in dieser Eigenschaft den Befehl zur Errichtung des jüdischen Ghettos in Lodz. Im Befehl heißt es: „Die Erstellung des Ghettos ist selbstverständlich nur eine Übergangsmaßnahme […] Endziel muss jedenfalls sein, dass wir diese Pestbeule restlos ausbrennen.“
Nach dem Ende seiner Tätigkeit in Kalisz-Lodz wurde Uebelhoer im Oktober 1943 Regierungspräsident in Merseburg, eine Position, die er bis zum Kriegsende 1945 innehatte. Danach verliert sich seine Spur. Er starb womöglich bei Kriegsende 1945, als sein Todesdatum wurde allerdings gerichtlich der 31. Dezember 1950 festgelegt.
Uebelhoers Nachlass lagert heute in der Berliner Zweigstelle des Bundesarchivs. Auf circa einem Laufmeter enthält er Materialien aus den Jahren 1914 bis 1945.

## Ehrungen
- April 1940: Ehrenbürger der Stadt Naumburg (Saale)[3]

## Ehe und Familie
Uebelhoer heiratete am 4. April 1925 in Naumburg Asta Popperoth (geb. 1896), eine Tochter des ehemaligen Oberlandesgerichtsvizepräsidenten Ludwig Popperoth (* 25. Mai 1854 in Halberstadt).